# Leucon II
Leucon II (grec ancien : Λεύκων B', Leúkōn II) est un roi du Bosphore ayant régné de 240 à environ 210 av. J.-C.

## Origine
Leucon II est le second fils du roi Pairisadès II. Il succède à son frère Spartokos IV dont le règne semble avoir été assez bref.

## Règne
Leucon II est connu par une inscription dans laquelle il ne porte pas le titre de roi, et qui est sans doute antérieure à son avènement ; par son monnayage, il est le premier dynaste du Bosphore à avoir émis des pièces de bronze à son propre nom.
Dans un de ses poèmes, Ovide évoque le roi Leucon II qui, selon une tradition, aurait tué son frère et prédécesseur Spartokos IV qui le trompait avec sa propre épouse, Alkathoé, avant d'être assassiné par vengeance par cette dernière : « Qu'une femme adultère soit dite vertueuse après t'avoir donné la mort, comme on appela vertueuse celle dont la main vengeresse immola Leucon ».
Pour une raison inconnue, après la disparition de Leucon II, le gouvernement du royaume du Bosphore est assumé par un certain Hygiainon, qui n'était peut-être pas un Spartocide et qui règne avec le simple titre d'archonte.